# 里特斯海姆
里特斯海姆是德国莱茵兰-普法尔茨州的一个市镇。总面积3.95平方公里，总人口183人，其中男性86人，女性97人（2011年12月31日），人口密度46人/平方公里。